# Volta a Llombardia 2024
La Volta a Llombardia 2024 fou la 118a edició de la Volta a Llombardia, el cinquè i últim monument del ciclisme de la temporada. Amb inici a Bèrgam i final a Como, els ciclistes recorregueren un total de 255 quilòmetres, amb un desnivell acumulat de 4818 metres. Fou el 34è esdeveniment de l'UCI World Tour 2024.
La victòria fou per l'eslovè Tadej Pogačar (UAE Team Emirates) qui s'imposà davant dels seus rivals després d'un atac a 48 quilòmetres de l'arribada. El segon classificat fou el belga Remco Evenepoel (Soudal Quick-Step) i l'italià Giulio Ciccone (Lidl-Trek) completà el podi. Amb aquesta victòria, Pogačar s'emportà la quarta victòria consecutiva en aquesta cursa, fita no vista des que l'italià Fausto Coppi guanyà les edicions de 1946, 1947, 1948 i 1949.

## Equips
Un total de 25 equips participaren a la prova, 18 foren els UCI WorldTeams i els altres 7 foren UCI ProTeams. Els equips estigueren formats per 7 ciclistes cadascun.
| WorldTeams (18)- Alpecin-Deceuninck - Arkéa-B&B Hotels - Astana Qazaqstan Team - Bahrain Victorious - Cofidis - Decathlon-AG2R La Mondiale - EF Education-EasyPost - Groupama-FDJ - Ineos Grenadiers - Intermarché-Wanty - Lidl-Trek - Movistar Team - Red Bull-Bora-Hansgrohe - Soudal Quick-Step - Team dsm-firmenich PostNL - Team Jayco AlUla - Team Visma \| Lease a Bike - UAE Team Emirates ProTeams (7)- Team Corratec-Vini Fantini - Israel-Premier Tech - Lotto Dstny - Polti Kometa - Tudor Pro Cycling Team - Uno-X Mobility - VF Group-Bardiani CSF-Faizané |
| |

## Classificació final
| \| Classificació general \| Classificació general \| Classificació general \| Classificació general \| Classificació general \| \| Corredor \| Corredor \| Equip \| Temps \| \| \| --------------------- \| --------------------- \| ----------------------------- \| --------------------- \| --------------------- \| \| 1r \| Tadej Pogačar \| UAE Team Emirates \| 6h 04' 58" \| \| \| 2n \| Remco Evenepoel \| Soudal Quick-Step \| + 3' 16" \| \| \| 3r \| Giulio Ciccone \| Lidl-Trek \| + 4' 31" \| \| \| 4t \| Ion Izagirre Insausti \| Cofidis \| + 4' 34" \| \| \| 5è \| Enric Mas Nicolau \| Movistar Team \| + 4' 34" \| \| \| 6è \| Pàvel Sivakov \| UAE Team Emirates \| + 4' 34" \| \| \| 7è \| Lennert Van Eetvelt \| Lotto Dstny \| + 4' 34" \| \| \| 8è \| Neilson Powless \| EF Education-EasyPost \| + 4' 58" \| \| \| 9è \| David Gaudu \| Groupama-FDJ \| + 4' 58" \| \| \| 10è \| Xandro Meurisse \| Alpecin-Deceuninck \| + 4' 58" \| \| \| 11è \| Roger Adrià Oliveras \| Red Bull-Bora-Hansgrohe \| + 4' 58" \| \| \| 12è \| Bauke Mollema \| Lidl-Trek \| + 4' 58" \| \| \| 13è \| Michael Storer \| Tudor Pro Cycling Team \| + 4' 58" \| \| \| 14è \| Giulio Pellizzari \| VF Group-Bardiani CSF-Faizanè \| + 5' 45" \| \| \| 15è \| Thymen Arensman \| Ineos Grenadiers \| + 7' 06" \| \| \| 16è \| Nairo Quintana Rojas \| Movistar Team \| + 7' 28" \| \| \| 17è \| Archie Ryan \| EF Education-EasyPost \| + 7' 28" \| \| \| 18è \| Lorenzo Fortunato \| Astana Qazaqstan Team \| + 7' 28" \| \| \| 19è \| Georg Zimmermann \| Intermarché-Wanty \| + 7' 56" \| \| \| 20è \| Filippo Zana \| Team Jayco AlUla \| + 7' 56" \| \| |                       |                               |            |
| |                       |                               |            |
| Font: ProCyclingStats |                       |                               |            |
| Classificació general |                       |                               |            |
| Corredor | Corredor              | Equip                         | Temps      |
| 1r | Tadej Pogačar         | UAE Team Emirates             | 6h 04' 58" |
| 2n | Remco Evenepoel       | Soudal Quick-Step             | + 3' 16"   |
| 3r | Giulio Ciccone        | Lidl-Trek                     | + 4' 31"   |
| 4t | Ion Izagirre Insausti | Cofidis                       | + 4' 34"   |
| 5è | Enric Mas Nicolau     | Movistar Team                 | + 4' 34"   |
| 6è | Pàvel Sivakov         | UAE Team Emirates             | + 4' 34"   |
| 7è | Lennert Van Eetvelt   | Lotto Dstny                   | + 4' 34"   |
| 8è | Neilson Powless       | EF Education-EasyPost         | + 4' 58"   |
| 9è | David Gaudu           | Groupama-FDJ                  | + 4' 58"   |
| 10è | Xandro Meurisse       | Alpecin-Deceuninck            | + 4' 58"   |
| 11è | Roger Adrià Oliveras  | Red Bull-Bora-Hansgrohe       | + 4' 58"   |
| 12è | Bauke Mollema         | Lidl-Trek                     | + 4' 58"   |
| 13è | Michael Storer        | Tudor Pro Cycling Team        | + 4' 58"   |
| 14è | Giulio Pellizzari     | VF Group-Bardiani CSF-Faizanè | + 5' 45"   |
| 15è | Thymen Arensman       | Ineos Grenadiers              | + 7' 06"   |
| 16è | Nairo Quintana Rojas  | Movistar Team                 | + 7' 28"   |
| 17è | Archie Ryan           | EF Education-EasyPost         | + 7' 28"   |
| 18è | Lorenzo Fortunato     | Astana Qazaqstan Team         | + 7' 28"   |
| 19è | Georg Zimmermann      | Intermarché-Wanty             | + 7' 56"   |
| 20è | Filippo Zana          | Team Jayco AlUla              | + 7' 56"   |

## Participants
| UAE Team Emirates UAD | UAE Team Emirates UAD      | UAE Team Emirates UAD |
| --------------------- | -------------------------- | --------------------- |
| Núm                   | Ciclista                   | Pos                   |
| 1                     | Tadej Pogačar (SLO) (ruta) | 1r                    |
| 2                     | Jan Christen (SUI)         | DNF                   |
| 3                     | Finn Fisher-Black (NZL)    | DNF                   |
| 4                     | Marc Hirschi (SUI)         | 44è                   |
| 5                     | Rafał Majka (POL)          | 80è                   |
| 6                     | Pàvel Sivakov (FRA)        | 6è                    |
| 7                     | Adam Yates (GBR)           | 81è                   |

| Alpecin-Deceuninck ADC | Alpecin-Deceuninck ADC | Alpecin-Deceuninck ADC |
| ---------------------- | ---------------------- | ---------------------- |
| Núm                    | Ciclista               | Pos                    |
| 11                     | Luca Vergallito (ITA)  | 68è                    |
| 12                     | Tobias Bayer (AUT)     | DNF                    |
| 13                     | Nicola Conci (ITA)     | 92è                    |
| 14                     | Michael Gogl (AUT)     | DNF                    |
| 15                     | Juri Hollmann (GER)    | 72è                    |
| 16                     | Axel Laurance (FRA)    | DNF                    |
| 17                     | Xandro Meurisse (BEL)  | 10è                    |

| Arkéa-B&B Hotels ARK | Arkéa-B&B Hotels ARK      | Arkéa-B&B Hotels ARK |
| -------------------- | ------------------------- | -------------------- |
| Núm                  | Ciclista                  | Pos                  |
| 21                   | Clément Champoussin (FRA) | DNF                  |
| 22                   | Anthony Delaplace (FRA)   | 94è                  |
| 23                   | Simon Guglielmi (FRA)     | 95è                  |
| 24                   | Laurens Huys (BEL)        | 60è                  |
| 25                   | Łukasz Owsian (POL)       | DNF                  |
| 26                   | Michel Ries (LUX)         | 117è                 |
| 27                   | Alessandro Verre (ITA)    | 98è                  |

| Astana Qazaqstan Team AST | Astana Qazaqstan Team AST | Astana Qazaqstan Team AST |
| ------------------------- | ------------------------- | ------------------------- |
| Núm                       | Ciclista                  | Pos                       |
| 31                        | Lorenzo Fortunato (ITA)   | 18è                       |
| 32                        | Samuele Battistella (ITA) | DNF                       |
| 33                        | Gianmarco Garofoli (ITA)  | 41è                       |
| 34                        | Simone Velasco (ITA)      | 65è                       |
| 35                        | Harold Martín López (ECU) | DNF                       |
| 36                        | Cristian Scaroni (ITA)    | DNF                       |
| 37                        | Santiago Umba (COL)       | DNF                       |

| Bahrain Victorious TBV | Bahrain Victorious TBV          | Bahrain Victorious TBV |
| ---------------------- | ------------------------------- | ---------------------- |
| Núm                    | Ciclista                        | Pos                    |
| 41                     | Antonio Tiberi (ITA)            | DNF                    |
| 42                     | Santiago Buitrago Sánchez (COL) | 86è                    |
| 43                     | Damiano Caruso (ITA)            | DNF                    |
| 44                     | Matej Mohorič (SLO)             | 111è                   |
| 45                     | Andrea Pasqualon (ITA)          | DNF                    |
| 46                     | Wout Poels (NED)                | 105è                   |
| 47                     | Edoardo Zambanini (ITA)         | 22è                    |

| Cofidis COF | Cofidis COF                 | Cofidis COF |
| ----------- | --------------------------- | ----------- |
| Núm         | Ciclista                    | Pos         |
| 51          | Guillaume Martin (FRA)      | 43è         |
| 52          | Harrison Wood (GBR)         | 53è         |
| 53          | Benjamin Thomas (FRA)       | DNF         |
| 54          | Ben Hermans (BEL)           | 78è         |
| 55          | Ion Izagirre Insausti (ESP) | 4t          |
| 56          | Hugo Toumire (FRA)          | DNF         |
| 57          | Stefano Oldani (ITA)        | DNF         |

| Team Corratec-Vini Fantini COR | Team Corratec-Vini Fantini COR | Team Corratec-Vini Fantini COR |
| ------------------------------ | ------------------------------ | ------------------------------ |
| Núm                            | Ciclista                       | Pos                            |
| 61                             | Andri Ponomar (UKR)            | DNF                            |
| 62                             | Matteo Amella (ITA)            | DNF                            |
| 63                             | Davide Baldaccini (ITA)        | 112è                           |
| 64                             | Valentin Darbellay (SUI)       | 104è                           |
| 65                             | Alessandro Iacchi (ITA)        | DNF                            |
| 66                             | Giulio Masotto (ITA)           | DNF                            |
| 67                             | Simone Olivero (ITA)           | DNF                            |

| Decathlon-AG2R La Mondiale DAT | Decathlon-AG2R La Mondiale DAT | Decathlon-AG2R La Mondiale DAT |
| ------------------------------ | ------------------------------ | ------------------------------ |
| Núm                            | Ciclista                       | Pos                            |
| 71                             | Aurélien Paret-Peintre (FRA)   | 51è                            |
| 72                             | Clément Berthet (FRA)          | 27è                            |
| 73                             | Paul Lapeira (FRA) (ruta)      | DNF                            |
| 74                             | Nicolas Prodhomme (FRA)        | 79è                            |
| 75                             | Bastien Tronchon (FRA)         | 42è                            |
| 76                             | Lawrence Warbasse (USA)        | 34è                            |
| 77                             | Andrea Vendrame (ITA)          | DNF                            |

| EF Education-EasyPost EFE | EF Education-EasyPost EFE               | EF Education-EasyPost EFE |
| ------------------------- | --------------------------------------- | ------------------------- |
| Núm                       | Ciclista                                | Pos                       |
| 81                        | Rui Alberto Faria da Costa (POR) (ruta) | DNF                       |
| 82                        | Stefan de Bod (RSA)                     | DNF                       |
| 83                        | Ben Healy (IRL)                         | 49è                       |
| 84                        | Neilson Powless (USA)                   | 8è                        |
| 85                        | Archie Ryan (IRL)                       | 17è                       |
| 86                        | James Shaw (GBR)                        | DNF                       |
| 87                        | Georg Steinhauser (GER)                 | DNF                       |

| Groupama-FDJ GFC | Groupama-FDJ GFC       | Groupama-FDJ GFC |
| ---------------- | ---------------------- | ---------------- |
| Núm              | Ciclista               | Pos              |
| 91               | David Gaudu (FRA)      | 9è               |
| 92               | Enzo Paleni (FRA)      | 90è              |
| 93               | Lorenzo Germani (ITA)  | 66è              |
| 94               | Romain Grégoire (FRA)  | 32è              |
| 95               | Valentin Madouas (FRA) | 62è              |
| 96               | Rudy Molard (FRA)      | 25è              |
| 97               | Rémy Rochas (FRA)      | 61è              |

| Ineos Grenadiers IGD | Ineos Grenadiers IGD               | Ineos Grenadiers IGD |
| -------------------- | ---------------------------------- | -------------------- |
| Núm                  | Ciclista                           | Pos                  |
| 101                  | Ethan Hayter (GBR) (ruta)          | DNF                  |
| 102                  | Thymen Arensman (NED)              | 15è                  |
| 103                  | Jonathan Castroviejo Nicolás (ESP) | 59è                  |
| 104                  | Brandon Rivera (COL)               | 101è                 |
| 105                  | Ben Swift (GBR)                    | 33è                  |
| 106                  | Connor Swift (GBR)                 | 57è                  |
| 107                  | Ben Turner (GBR)                   | 110è                 |

| Intermarché-Wanty IWA | Intermarché-Wanty IWA                | Intermarché-Wanty IWA |
| --------------------- | ------------------------------------ | --------------------- |
| Núm                   | Ciclista                             | Pos                   |
| 111                   | Georg Zimmermann (GER)               | 19è                   |
| 112                   | Francesco Busatto (ITA)              | 67è                   |
| 113                   | Vito Braet (BEL)                     | 114è                  |
| 114                   | Roel Daan van Sintmaartensdijk (NED) | 109è                  |
| 115                   | Louis Meintjes (RSA)                 | 89è                   |
| 116                   | Simone Petilli (ITA)                 | 47è                   |
| 117                   | Lorenzo Rota (ITA)                   | 39è                   |

| Israel-Premier Tech IPT | Israel-Premier Tech IPT    | Israel-Premier Tech IPT |
| ----------------------- | -------------------------- | ----------------------- |
| Núm                     | Ciclista                   | Pos                     |
| 121                     | Jakob Fuglsang (DEN)       | 54è                     |
| 122                     | George Bennett (NZL)       | 82è                     |
| 123                     | Marco Frigo (ITA)          | 108è                    |
| 124                     | Krists Neilands (LAT)      | 113è                    |
| 125                     | Nick Schultz (AUS)         | 40è                     |
| 126                     | Dylan Teuns (BEL)          | 26è                     |
| 127                     | Michael Woods (CAN) (ruta) | DNF                     |

| Lidl-Trek LTK | Lidl-Trek LTK         | Lidl-Trek LTK |
| ------------- | --------------------- | ------------- |
| Núm           | Ciclista              | Pos           |
| 131           | Bauke Mollema (NED)   | 12è           |
| 132           | Simone Consonni (ITA) | DNF           |
| 133           | Julien Bernard (FRA)  | 50è           |
| 134           | Dario Cataldo (ITA)   | 102è          |
| 135           | Giulio Ciccone (ITA)  | 3r            |
| 136           | Jacopo Mosca (ITA)    | 106è          |
| 137           | Toms Skujiņš (LAT)    | 96è           |

| Lotto Dstny LTD | Lotto Dstny LTD           | Lotto Dstny LTD |
| --------------- | ------------------------- | --------------- |
| Núm             | Ciclista                  | Pos             |
| 141             | Johannes Adamietz (GER)   | 76è             |
| 142             | Andreas Kron (DEN)        | DNF             |
| 143             | Sylvain Moniquet (BEL)    | DNF             |
| 144             | Lennert Van Eetvelt (BEL) | 7è              |
| 145             | Henri Vandenabeele (BEL)  | DNF             |
| 146             | Harm Vanhoucke (BEL)      | DNF             |
| 147             | Jacopo Guarnieri (ITA)    | DNF             |

| Movistar Team MOV | Movistar Team MOV          | Movistar Team MOV |
| ----------------- | -------------------------- | ----------------- |
| Núm               | Ciclista                   | Pos               |
| 151               | Enric Mas Nicolau (ESP)    | 5è                |
| 152               | William Barta (USA)        | DNF               |
| 153               | Davide Formolo (ITA)       | 64è               |
| 154               | Gregor Mühlberger (AUT)    | 87è               |
| 155               | Nairo Quintana Rojas (COL) | 16è               |
| 156               | Einer Rubio (COL)          | 48è               |
| 157               | Pelayo Sánchez Mayo (ESP)  | DNF               |

| Red Bull-Bora-Hansgrohe RBH | Red Bull-Bora-Hansgrohe RBH  | Red Bull-Bora-Hansgrohe RBH |
| --------------------------- | ---------------------------- | --------------------------- |
| Núm                         | Ciclista                     | Pos                         |
| 161                         | Jai Hindley (AUS)            | 24è                         |
| 162                         | Roger Adrià Oliveras (ESP)   | 11è                         |
| 163                         | Sergio Higuita García (COL)  | 85è                         |
| 164                         | Bob Jungels (LUX)            | DNF                         |
| 165                         | Florian Lipowitz (GER)       | DNF                         |
| 166                         | Daniel Martínez Poveda (COL) | 29è                         |
| 167                         | Aleksandr Vlàssov (RUS)      | 45è                         |

| Soudal Quick-Step SOQ | Soudal Quick-Step SOQ   | Soudal Quick-Step SOQ |
| --------------------- | ----------------------- | --------------------- |
| Núm                   | Ciclista                | Pos                   |
| 171                   | Remco Evenepoel (BEL)   | 2n                    |
| 172                   | Mattia Cattaneo (ITA)   | 63è                   |
| 173                   | Junior Lecerf (BEL)     | 99è                   |
| 174                   | Fausto Masnada (ITA)    | 107è                  |
| 175                   | Pieter Serry (BEL)      | DNF                   |
| 176                   | Gil Gelders (BEL)       | DNF                   |
| 177                   | Mauri Vansevenant (BEL) | 56è                   |

| Team dsm-firmenich PostNL DFP | Team dsm-firmenich PostNL DFP | Team dsm-firmenich PostNL DFP |
| ----------------------------- | ----------------------------- | ----------------------------- |
| Núm                           | Ciclista                      | Pos                           |
| 181                           | Romain Bardet (FRA)           | DNF                           |
| 182                           | Warren Barguil (FRA)          | 31è                           |
| 183                           | Romain Combaud (FRA)          | 71è                           |
| 184                           | Chris Hamilton (AUS)          | 70è                           |
| 185                           | Gijs Leemreize (NED)          | 73è                           |
| 186                           | Martijn Tusveld (NED)         | 69è                           |
| 187                           | Kevin Vermaerke (USA)         | 23è                           |

| Team Jayco AlUla JAY | Team Jayco AlUla JAY          | Team Jayco AlUla JAY |
| -------------------- | ----------------------------- | -------------------- |
| Núm                  | Ciclista                      | Pos                  |
| 191                  | Simon Yates (GBR)             | 84è                  |
| 192                  | Alessandro De Marchi (ITA)    | 119è                 |
| 193                  | Davide De Pretto (ITA)        | 35è                  |
| 194                  | Edward Dunbar (IRL)           | 30è                  |
| 195                  | Christopher Juul-Jensen (DEN) | 116è                 |
| 196                  | David Peña (COL)              | DNF                  |
| 197                  | Filippo Zana (ITA)            | 20è                  |

| Team Polti Kometa PTK | Team Polti Kometa PTK    | Team Polti Kometa PTK |
| --------------------- | ------------------------ | --------------------- |
| Núm                   | Ciclista                 | Pos                   |
| 201                   | Davide Piganzoli (ITA)   | 28è                   |
| 202                   | Mattia Bais (ITA)        | 36è                   |
| 203                   | Davide De Cassan (ITA)   | DNF                   |
| 204                   | Matteo Fabbro (ITA)      | DNF                   |
| 205                   | Andrea Garosio (ITA)     | DNF                   |
| 206                   | Germán Darío Gómez (COL) | DNF                   |
| 207                   | Fernando Tercero (ESP)   | DNF                   |

| Team Visma \| Lease a Bike TVL | Team Visma \| Lease a Bike TVL | Team Visma \| Lease a Bike TVL |
| ------------------------------ | ------------------------------ | ------------------------------ |
| Núm                            | Ciclista                       | Pos                            |
| 211                            | Matteo Jorgenson (USA)         | DNF                            |
| 212                            | Tiesj Benoot (BEL)             | 58è                            |
| 213                            | Wilco Kelderman (NED)          | 21è                            |
| 214                            | Steven Kruijswijk (NED)        | 88è                            |
| 215                            | Bart Lemmen (NED)              | 93è                            |
| 216                            | Jan Tratnik (SLO)              | DNF                            |
| 217                            | Attila Valter (HUN) (ruta)     | 46è                            |

| Tudor Pro Cycling Team TUD | Tudor Pro Cycling Team TUD | Tudor Pro Cycling Team TUD |
| -------------------------- | -------------------------- | -------------------------- |
| Núm                        | Ciclista                   | Pos                        |
| 221                        | Michael Storer (AUS)       | 13è                        |
| 222                        | Marco Brenner (GER)        | DNF                        |
| 223                        | Roland Thalmann (SUI)      | 115è                       |
| 224                        | Florian Stork (GER)        | 74è                        |
| 225                        | Yannis Voisard (SUI)       | DNF                        |
| 226                        | Hannes Wilksch (GER)       | 91è                        |
| 227                        | Luc Wirtgen (LUX)          | DNF                        |

| Uno-X Mobility UXM | Uno-X Mobility UXM               | Uno-X Mobility UXM |
| ------------------ | -------------------------------- | ------------------ |
| Núm                | Ciclista                         | Pos                |
| 231                | Tobias Halland Johannessen (NOR) | 97è                |
| 232                | Idar Andersen (NOR)              | 83è                |
| 233                | Odd Christian Eiking (NOR)       | 37è                |
| 234                | Ådne Holter (NOR)                | DNF                |
| 235                | Anders Halland Johannessen (NOR) | 118è               |
| 236                | Johannes Kulset (NOR)            | 55è                |
| 237                | Andreas Leknessund (NOR)         | 77è                |

| VF Group-Bardiani CSF-Faizanè VBF | VF Group-Bardiani CSF-Faizanè VBF | VF Group-Bardiani CSF-Faizanè VBF |
| --------------------------------- | --------------------------------- | --------------------------------- |
| Núm                               | Ciclista                          | Pos                               |
| 241                               | Domenico Pozzovivo (ITA)          | 38è                               |
| 242                               | Luca Covili (ITA)                 | 52è                               |
| 243                               | Alessio Martinelli (ITA)          | 103è                              |
| 244                               | Giulio Pellizzari (ITA)           | 14è                               |
| 245                               | Alessandro Pinarello (ITA)        | DNF                               |
| 246                               | Matteo Scalco (ITA)               | 100è                              |
| 247                               | Alessandro Tonelli (ITA)          | 75è                               |

| UAE Team Emirates UAD | UAE Team Emirates UAD      | UAE Team Emirates UAD |
| --------------------- | -------------------------- | --------------------- |
| Núm                   | Ciclista                   | Pos                   |
| 1                     | Tadej Pogačar (SLO) (ruta) | 1r                    |
| 2                     | Jan Christen (SUI)         | DNF                   |
| 3                     | Finn Fisher-Black (NZL)    | DNF                   |
| 4                     | Marc Hirschi (SUI)         | 44è                   |
| 5                     | Rafał Majka (POL)          | 80è                   |
| 6                     | Pàvel Sivakov (FRA)        | 6è                    |
| 7                     | Adam Yates (GBR)           | 81è                   |

| Alpecin-Deceuninck ADC | Alpecin-Deceuninck ADC | Alpecin-Deceuninck ADC |
| ---------------------- | ---------------------- | ---------------------- |
| Núm                    | Ciclista               | Pos                    |
| 11                     | Luca Vergallito (ITA)  | 68è                    |
| 12                     | Tobias Bayer (AUT)     | DNF                    |
| 13                     | Nicola Conci (ITA)     | 92è                    |
| 14                     | Michael Gogl (AUT)     | DNF                    |
| 15                     | Juri Hollmann (GER)    | 72è                    |
| 16                     | Axel Laurance (FRA)    | DNF                    |
| 17                     | Xandro Meurisse (BEL)  | 10è                    |

| Arkéa-B&B Hotels ARK | Arkéa-B&B Hotels ARK      | Arkéa-B&B Hotels ARK |
| -------------------- | ------------------------- | -------------------- |
| Núm                  | Ciclista                  | Pos                  |
| 21                   | Clément Champoussin (FRA) | DNF                  |
| 22                   | Anthony Delaplace (FRA)   | 94è                  |
| 23                   | Simon Guglielmi (FRA)     | 95è                  |
| 24                   | Laurens Huys (BEL)        | 60è                  |
| 25                   | Łukasz Owsian (POL)       | DNF                  |
| 26                   | Michel Ries (LUX)         | 117è                 |
| 27                   | Alessandro Verre (ITA)    | 98è                  |

| Astana Qazaqstan Team AST | Astana Qazaqstan Team AST | Astana Qazaqstan Team AST |
| ------------------------- | ------------------------- | ------------------------- |
| Núm                       | Ciclista                  | Pos                       |
| 31                        | Lorenzo Fortunato (ITA)   | 18è                       |
| 32                        | Samuele Battistella (ITA) | DNF                       |
| 33                        | Gianmarco Garofoli (ITA)  | 41è                       |
| 34                        | Simone Velasco (ITA)      | 65è                       |
| 35                        | Harold Martín López (ECU) | DNF                       |
| 36                        | Cristian Scaroni (ITA)    | DNF                       |
| 37                        | Santiago Umba (COL)       | DNF                       |

| Bahrain Victorious TBV | Bahrain Victorious TBV          | Bahrain Victorious TBV |
| ---------------------- | ------------------------------- | ---------------------- |
| Núm                    | Ciclista                        | Pos                    |
| 41                     | Antonio Tiberi (ITA)            | DNF                    |
| 42                     | Santiago Buitrago Sánchez (COL) | 86è                    |
| 43                     | Damiano Caruso (ITA)            | DNF                    |
| 44                     | Matej Mohorič (SLO)             | 111è                   |
| 45                     | Andrea Pasqualon (ITA)          | DNF                    |
| 46                     | Wout Poels (NED)                | 105è                   |
| 47                     | Edoardo Zambanini (ITA)         | 22è                    |

| Cofidis COF | Cofidis COF                 | Cofidis COF |
| ----------- | --------------------------- | ----------- |
| Núm         | Ciclista                    | Pos         |
| 51          | Guillaume Martin (FRA)      | 43è         |
| 52          | Harrison Wood (GBR)         | 53è         |
| 53          | Benjamin Thomas (FRA)       | DNF         |
| 54          | Ben Hermans (BEL)           | 78è         |
| 55          | Ion Izagirre Insausti (ESP) | 4t          |
| 56          | Hugo Toumire (FRA)          | DNF         |
| 57          | Stefano Oldani (ITA)        | DNF         |

| Team Corratec-Vini Fantini COR | Team Corratec-Vini Fantini COR | Team Corratec-Vini Fantini COR |
| ------------------------------ | ------------------------------ | ------------------------------ |
| Núm                            | Ciclista                       | Pos                            |
| 61                             | Andri Ponomar (UKR)            | DNF                            |
| 62                             | Matteo Amella (ITA)            | DNF                            |
| 63                             | Davide Baldaccini (ITA)        | 112è                           |
| 64                             | Valentin Darbellay (SUI)       | 104è                           |
| 65                             | Alessandro Iacchi (ITA)        | DNF                            |
| 66                             | Giulio Masotto (ITA)           | DNF                            |
| 67                             | Simone Olivero (ITA)           | DNF                            |

| Decathlon-AG2R La Mondiale DAT | Decathlon-AG2R La Mondiale DAT | Decathlon-AG2R La Mondiale DAT |
| ------------------------------ | ------------------------------ | ------------------------------ |
| Núm                            | Ciclista                       | Pos                            |
| 71                             | Aurélien Paret-Peintre (FRA)   | 51è                            |
| 72                             | Clément Berthet (FRA)          | 27è                            |
| 73                             | Paul Lapeira (FRA) (ruta)      | DNF                            |
| 74                             | Nicolas Prodhomme (FRA)        | 79è                            |
| 75                             | Bastien Tronchon (FRA)         | 42è                            |
| 76                             | Lawrence Warbasse (USA)        | 34è                            |
| 77                             | Andrea Vendrame (ITA)          | DNF                            |

| EF Education-EasyPost EFE | EF Education-EasyPost EFE               | EF Education-EasyPost EFE |
| ------------------------- | --------------------------------------- | ------------------------- |
| Núm                       | Ciclista                                | Pos                       |
| 81                        | Rui Alberto Faria da Costa (POR) (ruta) | DNF                       |
| 82                        | Stefan de Bod (RSA)                     | DNF                       |
| 83                        | Ben Healy (IRL)                         | 49è                       |
| 84                        | Neilson Powless (USA)                   | 8è                        |
| 85                        | Archie Ryan (IRL)                       | 17è                       |
| 86                        | James Shaw (GBR)                        | DNF                       |
| 87                        | Georg Steinhauser (GER)                 | DNF                       |

| Groupama-FDJ GFC | Groupama-FDJ GFC       | Groupama-FDJ GFC |
| ---------------- | ---------------------- | ---------------- |
| Núm              | Ciclista               | Pos              |
| 91               | David Gaudu (FRA)      | 9è               |
| 92               | Enzo Paleni (FRA)      | 90è              |
| 93               | Lorenzo Germani (ITA)  | 66è              |
| 94               | Romain Grégoire (FRA)  | 32è              |
| 95               | Valentin Madouas (FRA) | 62è              |
| 96               | Rudy Molard (FRA)      | 25è              |
| 97               | Rémy Rochas (FRA)      | 61è              |

| Ineos Grenadiers IGD | Ineos Grenadiers IGD               | Ineos Grenadiers IGD |
| -------------------- | ---------------------------------- | -------------------- |
| Núm                  | Ciclista                           | Pos                  |
| 101                  | Ethan Hayter (GBR) (ruta)          | DNF                  |
| 102                  | Thymen Arensman (NED)              | 15è                  |
| 103                  | Jonathan Castroviejo Nicolás (ESP) | 59è                  |
| 104                  | Brandon Rivera (COL)               | 101è                 |
| 105                  | Ben Swift (GBR)                    | 33è                  |
| 106                  | Connor Swift (GBR)                 | 57è                  |
| 107                  | Ben Turner (GBR)                   | 110è                 |

| Intermarché-Wanty IWA | Intermarché-Wanty IWA                | Intermarché-Wanty IWA |
| --------------------- | ------------------------------------ | --------------------- |
| Núm                   | Ciclista                             | Pos                   |
| 111                   | Georg Zimmermann (GER)               | 19è                   |
| 112                   | Francesco Busatto (ITA)              | 67è                   |
| 113                   | Vito Braet (BEL)                     | 114è                  |
| 114                   | Roel Daan van Sintmaartensdijk (NED) | 109è                  |
| 115                   | Louis Meintjes (RSA)                 | 89è                   |
| 116                   | Simone Petilli (ITA)                 | 47è                   |
| 117                   | Lorenzo Rota (ITA)                   | 39è                   |

| Israel-Premier Tech IPT | Israel-Premier Tech IPT    | Israel-Premier Tech IPT |
| ----------------------- | -------------------------- | ----------------------- |
| Núm                     | Ciclista                   | Pos                     |
| 121                     | Jakob Fuglsang (DEN)       | 54è                     |
| 122                     | George Bennett (NZL)       | 82è                     |
| 123                     | Marco Frigo (ITA)          | 108è                    |
| 124                     | Krists Neilands (LAT)      | 113è                    |
| 125                     | Nick Schultz (AUS)         | 40è                     |
| 126                     | Dylan Teuns (BEL)          | 26è                     |
| 127                     | Michael Woods (CAN) (ruta) | DNF                     |

| Lidl-Trek LTK | Lidl-Trek LTK         | Lidl-Trek LTK |
| ------------- | --------------------- | ------------- |
| Núm           | Ciclista              | Pos           |
| 131           | Bauke Mollema (NED)   | 12è           |
| 132           | Simone Consonni (ITA) | DNF           |
| 133           | Julien Bernard (FRA)  | 50è           |
| 134           | Dario Cataldo (ITA)   | 102è          |
| 135           | Giulio Ciccone (ITA)  | 3r            |
| 136           | Jacopo Mosca (ITA)    | 106è          |
| 137           | Toms Skujiņš (LAT)    | 96è           |

| Lotto Dstny LTD | Lotto Dstny LTD           | Lotto Dstny LTD |
| --------------- | ------------------------- | --------------- |
| Núm             | Ciclista                  | Pos             |
| 141             | Johannes Adamietz (GER)   | 76è             |
| 142             | Andreas Kron (DEN)        | DNF             |
| 143             | Sylvain Moniquet (BEL)    | DNF             |
| 144             | Lennert Van Eetvelt (BEL) | 7è              |
| 145             | Henri Vandenabeele (BEL)  | DNF             |
| 146             | Harm Vanhoucke (BEL)      | DNF             |
| 147             | Jacopo Guarnieri (ITA)    | DNF             |

| Movistar Team MOV | Movistar Team MOV          | Movistar Team MOV |
| ----------------- | -------------------------- | ----------------- |
| Núm               | Ciclista                   | Pos               |
| 151               | Enric Mas Nicolau (ESP)    | 5è                |
| 152               | William Barta (USA)        | DNF               |
| 153               | Davide Formolo (ITA)       | 64è               |
| 154               | Gregor Mühlberger (AUT)    | 87è               |
| 155               | Nairo Quintana Rojas (COL) | 16è               |
| 156               | Einer Rubio (COL)          | 48è               |
| 157               | Pelayo Sánchez Mayo (ESP)  | DNF               |

| Red Bull-Bora-Hansgrohe RBH | Red Bull-Bora-Hansgrohe RBH  | Red Bull-Bora-Hansgrohe RBH |
| --------------------------- | ---------------------------- | --------------------------- |
| Núm                         | Ciclista                     | Pos                         |
| 161                         | Jai Hindley (AUS)            | 24è                         |
| 162                         | Roger Adrià Oliveras (ESP)   | 11è                         |
| 163                         | Sergio Higuita García (COL)  | 85è                         |
| 164                         | Bob Jungels (LUX)            | DNF                         |
| 165                         | Florian Lipowitz (GER)       | DNF                         |
| 166                         | Daniel Martínez Poveda (COL) | 29è                         |
| 167                         | Aleksandr Vlàssov (RUS)      | 45è                         |

| Soudal Quick-Step SOQ | Soudal Quick-Step SOQ   | Soudal Quick-Step SOQ |
| --------------------- | ----------------------- | --------------------- |
| Núm                   | Ciclista                | Pos                   |
| 171                   | Remco Evenepoel (BEL)   | 2n                    |
| 172                   | Mattia Cattaneo (ITA)   | 63è                   |
| 173                   | Junior Lecerf (BEL)     | 99è                   |
| 174                   | Fausto Masnada (ITA)    | 107è                  |
| 175                   | Pieter Serry (BEL)      | DNF                   |
| 176                   | Gil Gelders (BEL)       | DNF                   |
| 177                   | Mauri Vansevenant (BEL) | 56è                   |

| Team dsm-firmenich PostNL DFP | Team dsm-firmenich PostNL DFP | Team dsm-firmenich PostNL DFP |
| ----------------------------- | ----------------------------- | ----------------------------- |
| Núm                           | Ciclista                      | Pos                           |
| 181                           | Romain Bardet (FRA)           | DNF                           |
| 182                           | Warren Barguil (FRA)          | 31è                           |
| 183                           | Romain Combaud (FRA)          | 71è                           |
| 184                           | Chris Hamilton (AUS)          | 70è                           |
| 185                           | Gijs Leemreize (NED)          | 73è                           |
| 186                           | Martijn Tusveld (NED)         | 69è                           |
| 187                           | Kevin Vermaerke (USA)         | 23è                           |

| Team Jayco AlUla JAY | Team Jayco AlUla JAY          | Team Jayco AlUla JAY |
| -------------------- | ----------------------------- | -------------------- |
| Núm                  | Ciclista                      | Pos                  |
| 191                  | Simon Yates (GBR)             | 84è                  |
| 192                  | Alessandro De Marchi (ITA)    | 119è                 |
| 193                  | Davide De Pretto (ITA)        | 35è                  |
| 194                  | Edward Dunbar (IRL)           | 30è                  |
| 195                  | Christopher Juul-Jensen (DEN) | 116è                 |
| 196                  | David Peña (COL)              | DNF                  |
| 197                  | Filippo Zana (ITA)            | 20è                  |

| Team Polti Kometa PTK | Team Polti Kometa PTK    | Team Polti Kometa PTK |
| --------------------- | ------------------------ | --------------------- |
| Núm                   | Ciclista                 | Pos                   |
| 201                   | Davide Piganzoli (ITA)   | 28è                   |
| 202                   | Mattia Bais (ITA)        | 36è                   |
| 203                   | Davide De Cassan (ITA)   | DNF                   |
| 204                   | Matteo Fabbro (ITA)      | DNF                   |
| 205                   | Andrea Garosio (ITA)     | DNF                   |
| 206                   | Germán Darío Gómez (COL) | DNF                   |
| 207                   | Fernando Tercero (ESP)   | DNF                   |

| Team Visma \| Lease a Bike TVL | Team Visma \| Lease a Bike TVL | Team Visma \| Lease a Bike TVL |
| ------------------------------ | ------------------------------ | ------------------------------ |
| Núm                            | Ciclista                       | Pos                            |
| 211                            | Matteo Jorgenson (USA)         | DNF                            |
| 212                            | Tiesj Benoot (BEL)             | 58è                            |
| 213                            | Wilco Kelderman (NED)          | 21è                            |
| 214                            | Steven Kruijswijk (NED)        | 88è                            |
| 215                            | Bart Lemmen (NED)              | 93è                            |
| 216                            | Jan Tratnik (SLO)              | DNF                            |
| 217                            | Attila Valter (HUN) (ruta)     | 46è                            |

| Tudor Pro Cycling Team TUD | Tudor Pro Cycling Team TUD | Tudor Pro Cycling Team TUD |
| -------------------------- | -------------------------- | -------------------------- |
| Núm                        | Ciclista                   | Pos                        |
| 221                        | Michael Storer (AUS)       | 13è                        |
| 222                        | Marco Brenner (GER)        | DNF                        |
| 223                        | Roland Thalmann (SUI)      | 115è                       |
| 224                        | Florian Stork (GER)        | 74è                        |
| 225                        | Yannis Voisard (SUI)       | DNF                        |
| 226                        | Hannes Wilksch (GER)       | 91è                        |
| 227                        | Luc Wirtgen (LUX)          | DNF                        |

| Uno-X Mobility UXM | Uno-X Mobility UXM               | Uno-X Mobility UXM |
| ------------------ | -------------------------------- | ------------------ |
| Núm                | Ciclista                         | Pos                |
| 231                | Tobias Halland Johannessen (NOR) | 97è                |
| 232                | Idar Andersen (NOR)              | 83è                |
| 233                | Odd Christian Eiking (NOR)       | 37è                |
| 234                | Ådne Holter (NOR)                | DNF                |
| 235                | Anders Halland Johannessen (NOR) | 118è               |
| 236                | Johannes Kulset (NOR)            | 55è                |
| 237                | Andreas Leknessund (NOR)         | 77è                |

| VF Group-Bardiani CSF-Faizanè VBF | VF Group-Bardiani CSF-Faizanè VBF | VF Group-Bardiani CSF-Faizanè VBF |
| --------------------------------- | --------------------------------- | --------------------------------- |
| Núm                               | Ciclista                          | Pos                               |
| 241                               | Domenico Pozzovivo (ITA)          | 38è                               |
| 242                               | Luca Covili (ITA)                 | 52è                               |
| 243                               | Alessio Martinelli (ITA)          | 103è                              |
| 244                               | Giulio Pellizzari (ITA)           | 14è                               |
| 245                               | Alessandro Pinarello (ITA)        | DNF                               |
| 246                               | Matteo Scalco (ITA)               | 100è                              |
| 247                               | Alessandro Tonelli (ITA)          | 75è                               |